# Великі Сади
Великі Сади — село в Україні,  у Привільненській сільській громаді Дубенського району Рівненської области. Розташоване на Повчанській височині між селами Малі Сади та Пирятин. Населення на 1 січня 2021 року становить 138 жителів.

## Історія
У середині ХІХ століття називалось Сади (рідше Сади Дубенські).
У 1906 році село Дубенської волості Дубенського повіту Волинської губернії. Відстань від повітового міста 12 верст, від волості 12. Дворів 68, мешканців 598.
7 (20) листопада 1917 року, відповідно до Третього Універсалу Української Центральної Ради, увійшло до складу Української Народної Республіки.
На 1936 рік село входило до ґміни Дубно Дубенського повіту.
Станом на 1 вересня 1946 року було центром сільської ради, до якої також відносились хутори Олександрівка та Свинюхи.
12 червня 2020 року, відповідно до розпорядження Кабінету Міністрів України № 722-р від «Про визначення адміністративних центрів та затвердження територій територіальних громад Рівненської області», увійшло до складу Привільненської сільської громади.
19 липня 2020 року, в результаті адміністративно-територіальної реформи та ліквідації  Дубенського (1939—2020) району, село увійшло до складу новоутвореного Дубенського району.

## Природа

### Зоологічна пам'ятка природи загальнодержавного значення «Урочище „Олександрівка“»
Детальніше Олександрівка (пам'ятка
природи)
Створена розпорядженням Ради Міністрів УРСР № 780-р від 14.10.1975 р. Знаходиться на східній околиці села. Землекористувач — Мирогощанське лісництво ДП «Дубенський лісгосп» (квартал 26, виділ 10). Площа 14,0 га.
| Літо  | 28c*  |
| ----- | ----- |
| Осінь | 18c*  |
| Зима  | -22c* |
| Весна | 18c*  |